# Gulpannad bergtyrann
Gulpannad bergtyrann (Silvicultrix frontalis) är en fågel i familjen tyranner inom ordningen tättingar.

## Utbredning och systematik
Gulpannad bergtyrann delas in i fyra underarter med följande utbredning:
- frontalis-gruppen
  - Silvicultrix frontalis albidiadema – östra Anderna i Colombia (i norr till Norte de Santander)
  - Silvicultrix frontalis frontalis – centrala Anderna i Colombia till Ecuador och norra Peru
- spodionota-gruppen
  - Silvicultrix frontalis spodionota – Anderna i Peru (Junín, Ayacucho och Cordillera Vilcabamba)
  - Silvicultrix frontalis boliviana – Anderna i Peru (Huánuco och Cuzco) till västra Bolivia

IOC urskiljer underartsgruppen spodionota som den egna arten perubergtyrann (S. spodionota).

## Status
IUCN kategoriserar arten som livskraftig.